# Jarramplas

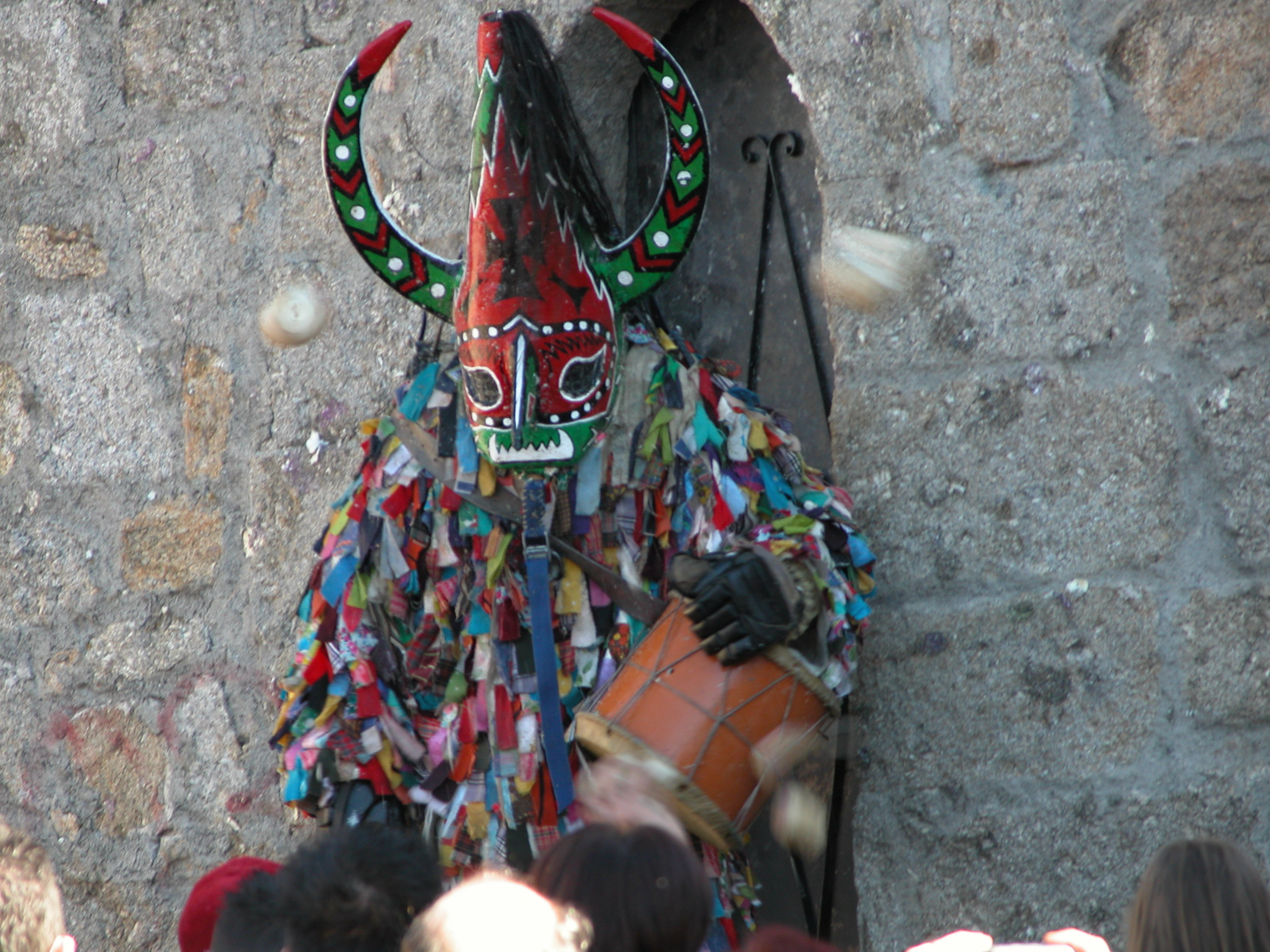
De "Jarramplas" wordt bekogeld met koolrapen.

De Jarramplas is een jaarlijks feest dat plaatsvindt op 19 en 20 januari tijdens de San Sébastian-feesten in Piornal, in de provincie Cáceres te Spanje. Het komt voort uit een lange traditie en wordt nu vanwege grote toeristische belangstelling ingericht als een festival.

## Festival
De ontstaansgeschiedenis van het festival is nogal vaag. Dit omdat het ritueel geen verband heeft met de kerkgeschiedenis van de streek en dus als heidens ritueel werd bestempeld. Doorheen de tijd werd het festival steeds meer christelijk georiënteerd; verschillende misdiensten tijdens het festival getuigen hiervan. De Jarramplas is een duivels figuur, verkleed met jas, broek, een kostuum van lange gekleurde linten en een masker met hoorns. Binnen de traditie staat de Jarramplas bekend als een veedief en het gehele feest staat in het teken van voedsel, oogst en landbouw. Daarnaast staat de traditie symbool voor de uitdrijving van het kwade en het slechte. Vanwege zijn criminele gedrag verjagen de plaatselijke bewoners de Jarramplas door met knolrapen naar hem te gooien. De Jarramplas jaagt de menigte op en stookt hen aan om meer rapen naar hem te gooien, terwijl hij op een trommel slaat. Het festival eindigt wanneer de Jarramplas "dood" gaat, of wanneer de persoon in het pak vermoeid is. Daarna wordt iedereen uitgenodigd om Migas te eten, een lokaal gerecht.
Tijdens het festival worden ettelijke tonnen rapen gegooid. Om de persoon die de Jarramplas speelt te beschermen tegen de vele schokken, krijgt die sterke beschermende kledij aan. Daarnaast is het voor de menigte gevaarlijk om zelf door rapen geraakt te worden, aangezien die door iedereen van alle kanten worden gegooid. Het festival moet gekaderd worden in een reeks van festiviteiten, tradities en festivals in Spanje zoals de stierenrennen van Pamplona tijdens de San Fermínfeesten, en de Tomatina in Buñol waar het grootste tomatengevecht ter wereld plaatsvindt.